# Tapatío
Tapatío (femenino: tapatía; plural: tapatíos) es el gentilicio utilizado para referirse exclusivamente a las persona de la ciudad de Guadalajara, en el estado de Jalisco (México), así como a cualquier cosa relacionada con dicha ciudad.

## Origen
Sobre el origen del gentilicio «tapatío/a» existen varias hipótesis:
- Podría deriva de la palabra náhuatl tapatiotl, que significaría «que vale por tres». El tapatiotl consistía en tres pequeños costales que contenían diez granos de cacao cada uno. Durante el siglo XVII estos granos servían de moneda, por lo que el término «tapatío» haría referencia a una persona con mucho valor.

- Provendría de los «tápalos», mantillas y manteles de algodón o lino elaborados mediante la técnica del deshilado, muy finos en su hechura y exclusivos de esta ciudad, gracias a las manos de mujeres criollas. Muy apreciados entre los comerciantes de otras partes de la región, los tápalos habrían de ser en la posteridad, según esta hipótesis, vinculados con la denominación de esta urbe y sus habitantes.

- Así se denominaba a unidades de venta de tortillas de maíz, equivalentes a tres piezas. Las familias en esta región geográfica, hacia finales del siglo XVII y comienzos del XIX, compraban sus tortillas por «tapatíos»; generalmente, uno o dos tapatíos por persona. De esta manera, se asoció el nombre de dicha unidad de medida a los habitantes.